# 云沼
云沼（拉丁名:Palus Nebularum）是月球表面的一个区域，位于卡西尼环形山和特埃特图斯陨石坑之间（虽然有时认为特埃特图斯陨石坑位于该沼泽中）。是一处东、南二面都没有自然边界的平坦平原。其名称未被列入国际天文学联合会确定的现代月表地貌特征正式名录中并认为它只是雨海的一部分。

## 名称来源
云沼一名首次出现于1879年埃德蒙·内维勒·内维尔（Edmund Neville Nevill）出版的《月球，环境及表面结构》一书中，1913年该名称被玛丽·阿德拉·布莱格（Mary Adela Blagg）收入《已整理清单》名录。
1935年云沼被列入布莱格和穆勒发表的首个国际天文联合会正式月表对象第922号。
根据1960年杰拉德·彼得·柯伊伯发表的《月球摄影地图集》，云沼被从最新的月名术语中排除。有人指出该区域不值得单独命名。